# 蕭岐
蕭岐，字尚仁，江西等處行中書省吉安路太和州（今江西省泰和）人。明朝政治人物。
其年幼父母早逝，侍奉祖父母、并以孝道而闻名。有部门屡次举荐，而不赴任。洪武十七年，朱元璋下诏征用贤良，强行起用他。其上书大意道：皇上采用刑罚过中，导致诬告盛行。请禁止杜绝诬告，并依照律法而进行刑狱。后朱元璋召见，并授潭王府長史；由于力辞后惹朱元璋怒，贬为雲南楚雄訓導，后朱又派遣骑兵追回。年末改为陝西平涼训导。后辞职离去。再被召，与錢宰等考证《尚书》。其曾经尝试编辑《五經要義》、《刑統八韻賦》，并对律令进行解释。学者称其为正固先生。